# Севастянівка (річка)
Севастя́нівка — річка в м. Чистякове, Шахтарському i Амвросіївському районах Донецької області України. Є лівою притокою р. Кринка (сточище Азовського моря).
Початок бере в Глухівському лісі на території Торезької міськради.
Довжина річки - 28 км, похил річки 6,5 м/км, площа басейну - 293 м².
Притоки: Орлова, Оріхова, Балка Медова, Балка Вільхова, Комишуваха (ліві).